# Choreutinula alpina
Choreutinula alpina är en urinsektsart som beskrevs av Babenko in Babenko, Chernova, Potapov och Sophya K. Stebaeva 1994. Choreutinula alpina ingår i släktet Choreutinula och familjen Hypogastruridae. Inga underarter finns listade i Catalogue of Life.